# Christophe Massina
Christophe Massina (ur. 11 stycznia 1974) – francuski judoka. Brązowy medalista mistrzostw świata w drużynie w 2002. Startował w Pucharze Świata w latach 1993, 1995 i 1997-2001. Piąty na mistrzostwach Europy w 2003. Zdobył złoty medal w drużynie w 1996 i 2000; brązowy w 1995. Brązowy medalista uniwersjady w 1995. Wygrał igrzyska śródziemnomorskie w 2001 i akademickie MŚ w 1996. Trzeci na MŚ juniorów w 1994. Mistrz Europy juniorów w 1994. Mistrz Francji w 1999 i 2001 roku.